# Torre di Teodolinda
La Torre di Teodolinda (Port scur in dialetto monzese) è una torre medievale di Monza, situata ad arco della strada lungo la via Lambro.

## Storia
Si tratta di un edificio - nonostante l'ambigua denominazione - che risale al XIII secolo, pertanto è logico che non fu la Regina Teodolinda a costruirlo. La torre appartenne alla Famiglia Pessina che qui riscuoteva il dazio sulle merci che entravano in città. La torre è tuttora utilizzata come abitazione privata.
All'inizio la torre faceva parte dell'apparato difensivo della città, ma poi divenne uno dei punti di accesso della città e fu chiamata Porta Lambro, proprio perché serviva di transito delle merci dal fiume Lambro alle piazze della città.

## Architettura
A pianta quadrata, è alta tre piani; il pianterreno ha una volta a botte ed è attraversato dalla stessa strada. Negli stipiti laterali del portone esterno sono tuttora visibili i cardini di un antico portone.
Le finestre del primo piano sono bifore simili a quelle dell'Arengario mentre quelle del secondo piano sono monofore ad arco a sesto acuto; al terzo piano infine sono trifore con colonnine. La sommità è a merlatura guelfa con beccatelli.
Al terzo piano sono murati due medaglioni che raffigurano lo stemma medievale di Monza.
La torre è stata rimaneggiata verso il 1880.
In realtà la torre di Teodolinda, quello che resta del palazzo residenziale della regina longobarda, non è visibile dall'esterno, essendo inglobata nel complesso del Duomo. La costruzione visibile e, talvolta visitabile, è la Torre cosiddetta Pessina, di epoca medioevale.